# Patrik Ernfors
Patrik Ernfors, född 1964, är en svensk professor vid Karolinska Institutet (KI).
Ernfors genomförde cell och molekylärbiologi vid Uppsala universitet med examen 1987 och blev medicine doktor vid KI 1991 där han år 2000 blev professor i vävnadsbiologi. Han erhöll år 2012 Torsten Söderbergs akademiprofessur i medicin vilket medförde ett femårigt forskningsanslag om sammanlagt 10 miljoner kronor.
Ernfors är ledamot av Kungliga Vetenskapsakademien sedan 2012 och blev 2015 ledamot av Karolinska Institutets Nobelkommitté, vars ordförande han är sedan 2019.